# Paramour Rupes
La Paramour Rupes è una struttura geologica della superficie di Mercurio.